# Gerardo Bernabéu
Gerardo Bernabéu Vilaplana (Barcelona, 6 de febrero de 1897 - Orán, 16 de enero de 1964) fue un mecánico y activista anarquista español que estuvo exiliado tras la guerra civil española.

## Biografía
Nacido en Barcelona, pasó su infancia en Cataluña hasta que su familia se trasladó a Valencia. Se formó como mecánico textil aunque se reconvirtió en mecánico de las primeras máquinas de escribir, abriendo un taller en Alicante. A su vez, fue masón en la logia Numancia nº3, y destacado activista de la CNT alicantina. Durante la guerra civil española, fue secretario provincial, miembro del consejo de Industrias Metalúrgicas Socializadas de Alicante (IMSA). En abril de 1937 fue elegido consejero por CNT en el ayuntamiento de Alicante y en octubre representó a la misma organización en el comité de enlace provincial UGT-CNT.
Al final de la guerra civil española, Gerardo Bernabéu zarpó rumbo al exilio junto a su hermano Liberto en el barco inglés Ronwyn. Llegó al puerto de Tenés (Argelia) y, una vez alli, fueron recluidos en diferentes campos de concentración en la Argelia francesa: primero en Caserne Berthezene y más tarde en Camp Morand y Cherchell, donde las autoridades coloniales francesas concentraron a masones e intelectuales. Liberado en 1940 al ser acogido por unos conocidos, las familias Lucas y Pons, y se estableció en Orán para trabajar en la compañía de máquinas de escribir Etablissements Moulin y luego la americana Remington, donde también trabajaba su hermano.  Durante la liberación de Argelia por parte de los Aliados durante la Segunda Guerra Mundial, Gerardo Bernabéu fue uno de los líderes del frente de liberación de Orán del MLE y la CNT. En 1945, tras la escisión del movimiento libertario español, se unió al llamado movimiento colaboracionista con otras fuerzas antifranquistas.
Bernabéu fue inhabilitado por el Tribunal de Responsabilidades Políticas franquista y condenado seguir en Argella; sin embargo, logró que su esposa Elisa y sus hijos pudieran volver a España entre 1948 y 1949. Durante su tiempo en Orán, se convirtió en una de las personas más relevantes en la numerosa comunidad española en la ciudad. Debido a sus fuertes convicciones, durmió siempre con la maleta debajo de la cama esperando el fin del franquismo. Falleció en Orán en 1964.